# Луіз Фернандо де Олівейра Байя Феррейра
Луіз Фернандо де Олівейра Байя Феррейра або просто Луіз Фернандо (порт.-браз. Luiz Fernando de Oliveira Baya Ferreyra, нар. 20 березня 1996, Ріо-де-Жанейро, Бразилія) — бразильський футболіст, лівий півзахисник.

## Життєпис
Народився в Ріо-де-Жанейро, вихованець місцевого «Фламенгу». По завершенні навчання перейшов до клубу «Артсул», в юнацькій команді якого став переможцем Ліги Каріока. Потім виступав у «Бангу».
Наприкінці 2017 року Луіз Фернандо підписав попередній контракт з «Металістом 1925», а на початку березня 2018 року уклав з клубом вже повноцінну угоду. Дебютував за харківський колектив 2 червня 2018 року в поєдинку 33-го туру Другої ліги проти миколаївського «Суднобудівника». Луіз вийшов на поле в стартовому складі, а на 46-й хвилині його замінив Михайло Стороженко. У команді відіграв півтора сезони, за цей час зіграв 13 матчів (1 гра у Другій лізі, 10 — у Першій лізі та 2 — у Кубку України), здебільшого (у 9 матчах з 13) виходячи на заміну.
Наприкінці липня 2019 року перейшов до донецького «Олімпіка», підписавши трирічний контракт та отримавши футболку з 14-м ігровим номером. Не зігравши за «олімпійців» жодного офіційного матчу, вже в січні 2020 року припинив співпрацю з донецьким клубом.
12 лютого 2020 року підписав контракт з першоліговим ФК «Балкани». Провів за клуб з Одещини 11 матчів у чемпіонаті та забив один гол у ворота краматорського «Авангарда» (3:3). По завершенні сезону 2019/20 «Балкани» через фінансові проблеми знялися з Першої ліги та заявилися в Другу лігу, після чого Луіз Фернандо покинув клуб.
22 серпня 2020 року став гравцем «Кременя».